# Gare de Machida
La gare de Machida (町田駅, Machida-eki) est une gare ferroviaire de la ville de Machida, dans la préfecture de Tokyo, au Japon. La gare est desservie par les lignes des compagnies JR East et Odakyū.

## Situation ferroviaire
La gare de Machida est située au point kilométrique (PK) 22,9 de la ligne Yokohama et au PK 30,8 de la ligne Odakyū Odawara.

## Histoire
La gare a été inaugurée le 9 mars 1927 sur la ligne Odawara. La gare de la ligne Yokohama ouvre le 1er avril 1980 à la place de la gare de Haramachida située alors à 400 mètres au sud-est.

## Service des voyageurs

### Accès et accueil

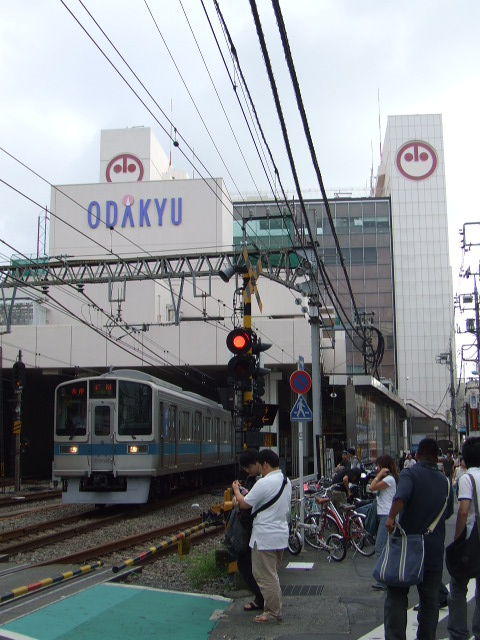
Vue de la gare Odakyū

Les bâtiments voyageurs JR East et Odakyū sont distants d'environ 250 mètres. Ils sont ouverts tous les jours.

### Desserte
- Ligne Yokohama :
  - voies 1 et 2 : direction Higashi-Kanagawa
  - voies 3 et 4 : direction Hachiōji
- Ligne Odakyū Odawara :
  - voies 1 et 2 : direction Katase-Enoshima et Odawara
  - voies 3 et 4 : direction Shinjuku